# 蒙蒂尼勒蒂约勒
蒙蒂尼勒蒂约勒（法語：Montigny-le-Tilleul，法語發音：[mɔ̃tiɲi lə tijœl]）是比利时瓦隆大区埃諾省沙勒罗瓦区的一个市镇，通行法语，是比利时法语社群的一部分，人口10,136人（2018年1月1日）。

## 友好城市
- 法國 万塞讷